# Săpata
Săpata est une commune roumaine située dans le județ d'Argeș.